# غويلرمو ماكفرلين
غويلرمو ماكفرلين (بالإنجليزية: Guillermo McFarlane)‏ (18 يناير 1971 ببنما في بنما - ) هو لاعب كرة قدم أمريكي في مركز الدفاع. لعب مع El Paso Patriots ‏ وويتشاتا وينغز ‏.